# Meilisi
Der Stadtbezirk Meilisi der Daur (梅裏斯達斡爾族區 / 梅里斯达斡尔族区,  Méilǐsī Dáwò’ěrzú Qū) ist ein ethnischer Stadtbezirk der bezirksfreien Stadt Qiqihar in der chinesischen Provinz Heilongjiang. Er hat eine Fläche von 2.228 km² und zählt 125.399 Einwohner (Stand: Zensus 2020).

## Administrative Gliederung
Auf Gemeindeebene setzt sich Meilisi aus einem Straßenviertel, vier Großgemeinden, zwei Gemeinden (davon eine Nationalitätengemeinde) und einer Staatsfarm zusammen:
- Straßenviertel Meilisi (梅里斯街道)
- Großgemeinde Ya’ersai (雅尔塞镇)
- Großgemeinde Woniutu der Daur (卧牛吐达斡尔族镇)
- Großgemeinde Dahudian (达呼店镇)
- Großgemeinde Gonghe (共和镇)
- Gemeinde Meilisi (梅里斯乡)
- Nationalitätengemeinde Manggetu der Daur (莽格吐达斡尔族乡)
- Staatsfarm Halahai (哈拉海农场)